# Slobodan Santrač
Slobodan Santrač (* 1. Juli 1946 in Koceljeva; † 13. Februar 2016 in Belgrad) war ein jugoslawischer Fußballspieler, der später in den Trainerberuf wechselte.

## Spielerlaufbahn
Der gebürtige Serbe Santrač spielte in seiner Heimat als Jugendlicher zunächst für kleine Vereine in Takovo und Valjevo. Mit 19 Jahren wechselte er zum Hauptstadtverein OFK Belgrad. Dort avancierte er schnell zu einem erfolgreichen Torjäger: 1968 wurde er erstmals Torschützenkönig der ersten jugoslawischen Liga. Dies gelang ihm 1970, 1972 und 1973 erneut. Insgesamt erzielte er 218 Tore in der obersten Spielklasse und ist damit bester Schütze der jugoslawischen Fußball-Geschichte. 1970 erhielt er als drittbester Torjäger Europas den Bronzenen Schuh.
1974 vollzog er den Wechsel zu den Grasshoppers Zürich. Nach zwei Jahren in der Schweiz kehrte er jedoch zum OFK Belgrad zurück. Mit 32 Jahren schloss er sich 1978 dem Lokalrivalen Partizan Belgrad an, für den er noch zwei weitere Jahre spielte, ehe er seine Karriere von 1980 bis 1983 bei einem kleinen Verein im Belgrader Vorort Galenika ausklingen ließ.
Trotz seiner herausragenden Trefferzahl blieb Santrač eine Karriere in der Nationalmannschaft verwehrt, was Beobachter vor allem daran festmachten, dass er in seiner Glanzzeit nicht für die benachbarten Großklubs Roter Stern und Partizan spielte. So brachte er es auf lediglich acht Einsätze im Nationalteam und erzielte dabei auch nur ein Tor.

## Trainer
Santrač schlug nach seiner aktiven Zeit die Trainerlaufbahn ein und übernahm zunächst den Belgrader Vorortverein FK Zemun, den er zwischen 1988 und 1990 von der dritten in die erste Liga brachte. 1991 stellte ihn der jugoslawische Verband als Nachwuchsdirektor ein; später wurde er Assistent der Nationaltrainer Ivica Osim und Ivan Čabrinović. 1994 beförderte ihn Verbandspräsident Milan Miljanić zum Cheftrainer.
An der Qualifikation für die EM 1996 durfte Jugoslawien aufgrund der Sanktionen infolge des Bürgerkrieges noch nicht wieder teilnehmen. Die Qualifikation zur WM 1998 wurde dann aber als Gruppenzweiter und durch zwei anschließende Siege in den Play-offs gegen Ungarn sicher geschafft. Allerdings wurden immer wieder kritische Stimmen gegen Santrač laut, er richte sich nur nach den Wünschen der Stars wie Dragan Stojković oder Dejan Savićević.
Bei der WM-Endrunde in Frankreich belegte Jugoslawien den zweiten Platz in der Vorrundengruppe F hinter Deutschland. Im Achtelfinale folgte eine knappe 1:2-Niederlage gegen die Niederlande. Obwohl dies ein respektables Ergebnis war, zeigte sich Santrač von dem Abschneiden enttäuscht. Er trat zurück und wurde durch Milan Živadinović ersetzt.
In seiner weiteren Laufbahn waren Santrač keine großen Erfolge beschieden. Er amtierte kurzzeitig als Nationaltrainer von Saudi-Arabien und übernahm 2005 die Auswahl Mazedoniens, wurde dort aber bereits ein Jahr später wieder von Srečko Katanec abgelöst.

## Tod
Am 13. Februar 2016 starb Santrač im Alter von 69 Jahren an einem Herzinfarkt. Er hinterließ seine Frau Biljana und die Söhne Aleksandar und Nenad.